# Lill-Avan
Lill-Avan är en sjö i Piteå kommun och Älvsbyns kommun i Norrbotten och ingår i Piteälvens huvudavrinningsområde. Sjön har en area på 0,222 kvadratkilometer och ligger 267,3 meter över havet.

## Delavrinningsområde
Lill-Avan ingår i det delavrinningsområde (728463-171305) som SMHI kallar för Ovan 728453-171493. Medelhöjden är 296 meter över havet och ytan är 9,46 kvadratkilometer. Det finns ett avrinningsområde uppströms, och räknas det in blir den ackumulerade arean 25,29 kvadratkilometer. Brändån som avvattnar avrinningsområdet har biflödesordning 3, vilket innebär att vattnet flödar genom totalt 3 vattendrag innan det når havet efter 108 kilometer. Avrinningsområdet består mestadels av skog (61 procent). Avrinningsområdet har 0,36 kvadratkilometer vattenytor vilket ger det en sjöprocent på 3,8 procent.